# Santuario dei Santi Pellegrino e Bianco
Il santuario dei Santi Pellegrino e Bianco è un edificio di culto cattolico di San Pellegrino in Alpe, località ripartita tra il comune toscano di Castiglione di Garfagnana ed il comune emiliano di Frassinoro (quest'ultima un'exclave). La chiesa, che a sua volta è attraversata dal confine emiliano e pertanto insiste sul territorio sia della provincia di Lucca e che di quella di Modena, è sede della parrocchia omonima della zona pastorale della Garfagnana dell'arcidiocesi di Lucca.

## Storia

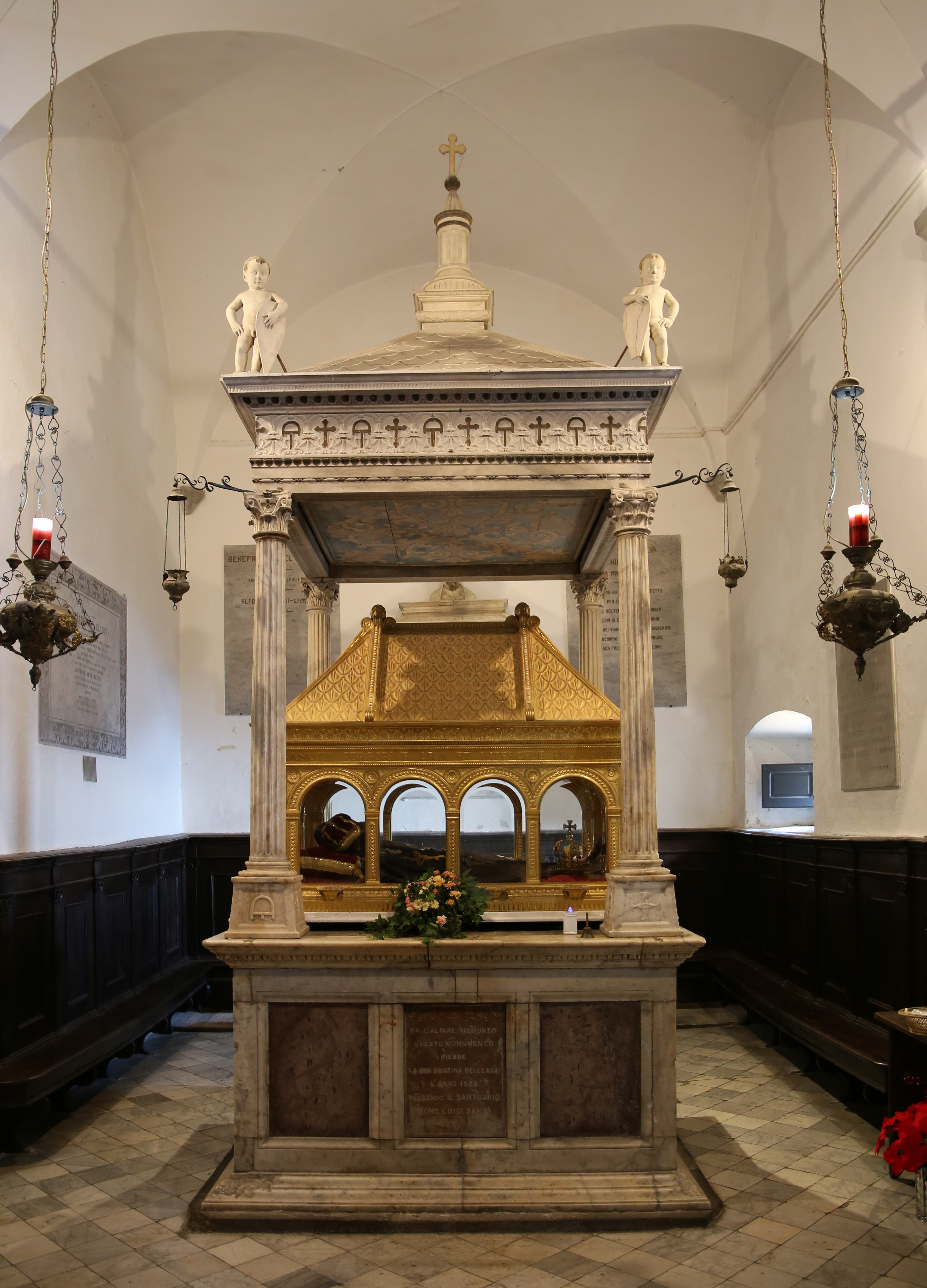
Il tempietto di Matteo Civitali

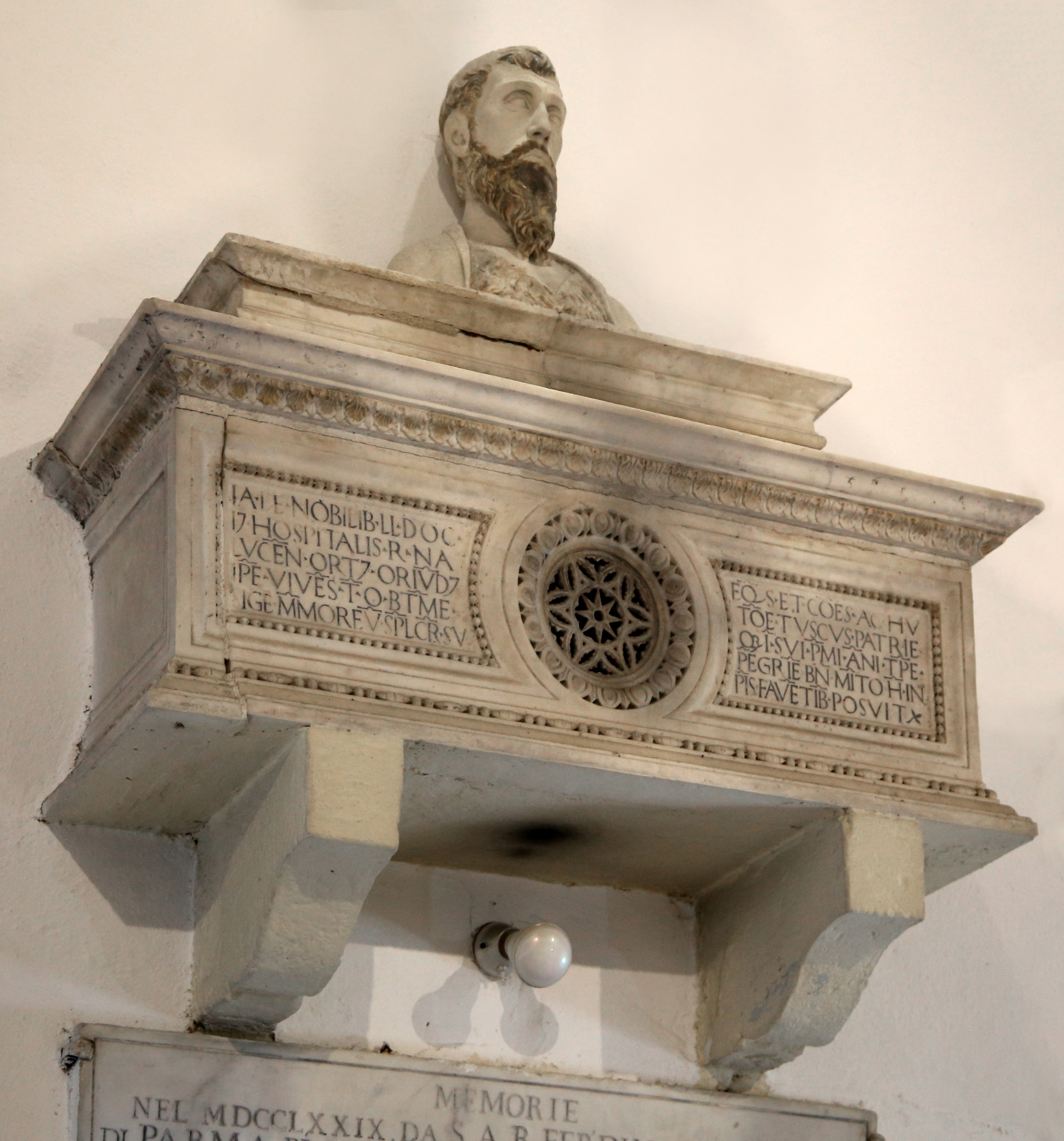
Matteo Civitali, urna antica di san Pellegrino scoto e Bianco, 1474-89 ca.

La storia del complesso monumentale affonda le sue radici nella vita leggendaria dei suoi titolari: Pellegrino delle Alpi e Bianco che in queste montagne avrebbero trascorso parte della loro vita e vi sarebbero morti. Il primo documento che attesta l'esistenza di una cappella dedicata ai due santi è del 1110, sebbene sia pressoché certa un'origine molto più antica. La fortuna e l'importanza del santuario e dell'attiguo ospitale era data dal fatto che costituiva una sosta obbligatoria per tutti i pellegrini o i viandanti che percorrevano la via Bibulca tra Emilia e Toscana.
Nella prima metà del XIII secolo Leopoldo de' Nobili, la cui famiglia era originaria di Villa Collemandina poi trasferita dal XIII secolo nella vicina Castiglione di Garfagnana, rettore del santuario dal 1437, diede il via ad una serie di lavori volti restaurare ed ingrandire il complesso che stava attraversando un periodo di decadenza. 
Nel giugno 1461 Papa Pio II conferì ai fratelli di Leopoldo, Cesare e Benedetto il giuspatronato sulla chiesa e l'ospitale. 
Nel 1472 papa Sisto IV confermò alla famiglia il patronato e conseguentemente Jacopo de' Nobili incaricò lo scultore Matteo Civitali di realizzare un tempietto sepolcrale per custodire le reliquie dei santi Pellegrino e Bianco oggi collocate in un'urna moderna. La piccola architettura, che custodiva in origine una più antica cassa marmorea, fu iniziata nel 1474 ed ultimata nel 1489 e si trova nel presbiterio. L'edicola poggia su un basamento ornato da specchiature di marmo rosso ed è composta da quattro colonne corinzie che sostengono un architrave e una copertura piramidale decorata a scaglie. Dei puttini reggiscudo marmorei ornano i quattro angoli della copertura. I suoi modelli si trovano in simili esemplari fiorentini michelozziani dei santuari mariani dell'Impruneta e della Santissima Annunziata e della basilica di San Miniato al Monte. 
Il sarcofago marmoreo che originariamente conservava le reliquie dei santi, oggi addossato alla parete laterale, è anch'esso opera del Civitali e reca sul coperchio la data 1475. Il fronte è ornato al centro da un rosoncino che divide l'iscrizione in lettere capitali latine in due parti laterali, mentre sulla sommità è il busto barbuto in marmo di san Pellegrino che, insieme ai putti, costituiscono le sole sculture figurate marmoree del Civitali nella valle del Serchio.